# Freunde bis in den Tod
Freunde bis in den Tod (OT: Brian’s Song) ist ein preisgekröntes US-amerikanisches Football-Fernsehdrama von Buzz Kulik aus dem Jahr 1971. Es erzählt die authentische Geschichte von zwei Spielern der Chicago Bears in der National Football League, Brian Piccolo und Gale Sayers, die unter ungewöhnlichen Umständen Freunde werden und bis zu Piccolos frühem tragischen Tod zusammenstehen.

## Handlung
Im Jahr 1968 beschließt Bears-Coach George Halas, die damals übliche Rassentrennung zwischen weißen und schwarzen Spielern aufzuheben. Somit landen der lebenslustige, weiße Neuling Brian Piccolo und der introvertierte, schwarze Star Gale Sayers im selben Zimmer – die zudem Konkurrenten auf derselben Feldposition (Runningback) sind.
Trotz sportlicher Rivalität, unterschiedlicher Hautfarbe und gegensätzlicher Persönlichkeit freunden sich die beiden Spieler an, und Piccolo spielt sich als Sayers’ Vorblocker (Fullback) ins Bears-Team. Da erleidet Sayers eine schwere Knieverletzung, die seine Karriere zu beenden droht. Piccolo rückt auf die Runningback-Position, spielt eine tolle Saison und hilft Sayers durch seine lange, schmerzhafte Rehabilitation.
Als Sayers nach einem Jahr Pause ein erfolgreiches Comeback feiert, soll er hierfür von der NFL mit dem Most Courageous Player Award honoriert werden. Plötzlich bekommt Piccolo schwerste Atemprobleme, und bei einem Arztbesuch wird in seinen Lungen ein unheilbares Krebsgeschwür festgestellt. Piccolo müssen die linke Lunge und ein Teil seines Beines amputiert werden. Er verliert aber nie seinen Lebenswillen, was Sayers zutiefst beeindruckt. Als sein Freund im Sterben liegt, empfängt Sayers von der NFL den Most Courageous Player Award, widmet diesen aber Piccolo und bittet in einer bewegenden Rede, „für Brian Piccolo zu beten, weil ich ihn liebe, und ich hoffe, dass Gott ihn auch liebt“.

## Hintergrund

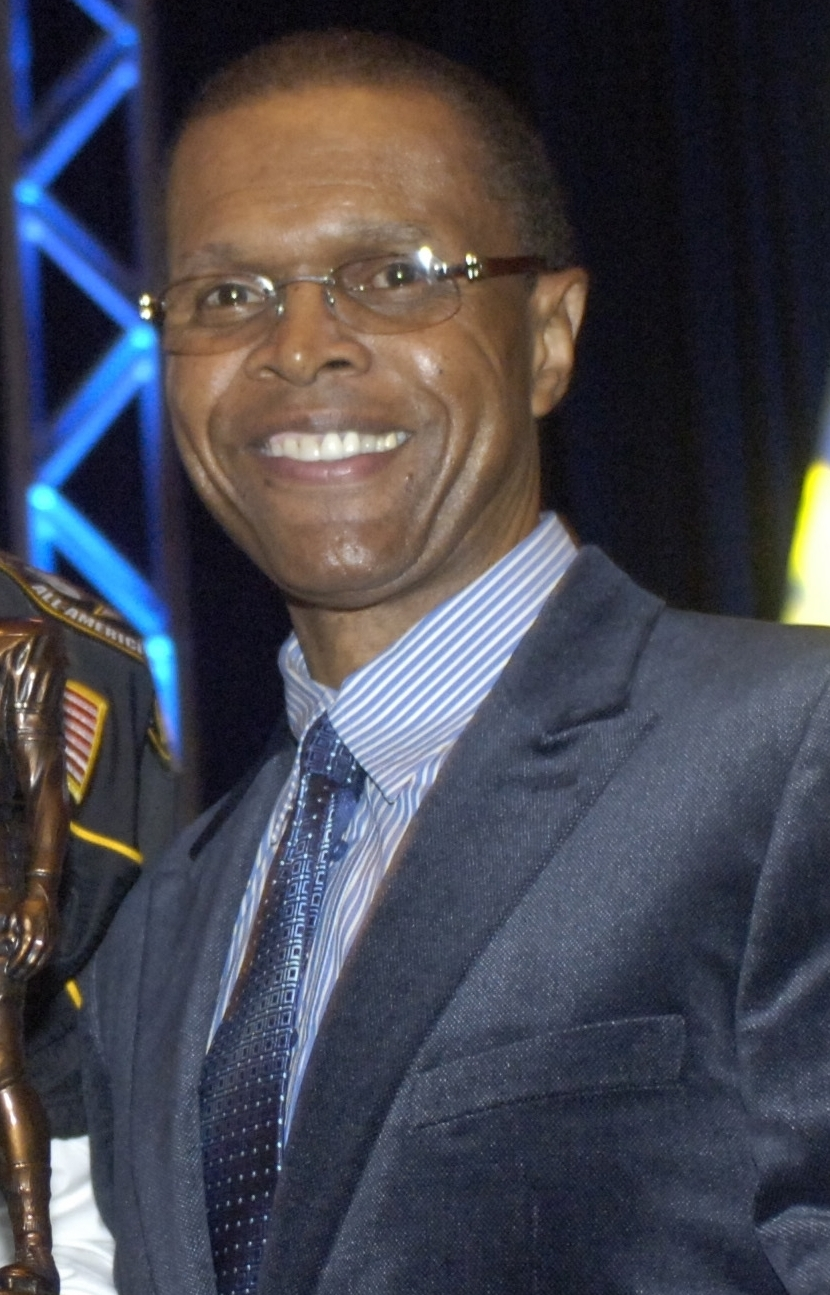
Gale Sayers (2008)

Das Drehbuch basiert auf der Biografie I Am Third (1970) von Sayers, die u. a. seine Freundschaft zu Piccolo thematisiert. Die Rede beim Most Courageous Player Award, die Sayers-Darsteller Billy Dee Williams am Ende des Films hält, entspricht der wahren Rede von Sayers, die er beim Empfang des Preises erhielt. Piccolos früher Tod, aber noch mehr sein Lebenswille im Angesicht des Schicksals, ist Teil der Bears-Folklore geworden: Obwohl er lediglich 51 Spiele für die Bears machte, zogen sie seine Rückennummer 41 für immer zurück.
Bemerkenswert ist, dass sich die Bears-Spieler und -Trainer, die in den Trainingsszenen zu sehen waren, sich selbst spielten: in diesen Szenen kam u. a. der Pro Football Hall of Fame-Linebacker Dick Butkus vor, dazu Quarterback Jack Concannon sowie Defensive End Ed O’Bradovich und Cotrainer Abe Gibron. Der Sportkommentator Stu Nahan hat ebenfalls einen Cameo-Auftritt.
Der Film wurde 2001 mit Sean Maher als Brian Piccolo und Mekhi Phifer als Gale Sayers unter dem Titel Brian’s Song erneut verfilmt.

## Kritik
Der film-dienst nannte Freunde bis in den Tod eine „sentimental aufbereitete Geschichte eines Footballstars, der an Krebs stirbt, zuvor jedoch einem Kollegen über einen Arbeitsunfall hinweghelfen kann.“

## Filmmusik
Die Filmmusik stammt von Michel Legrand, die Liedtexte von Marilyn und Alan Bergman. Das Hauptthema wurde unter dem Titel Brian's Song bzw. The Hands of Time schnell zu einem Klassiker der Unterhaltungsmusik, der von unzähligen Sängern, Instrumentalisten und Orchestern interpretiert wurde. Legrands Instrumentalversion des Titelsongs war 1972 acht Wochen lang in den Charts und erreichte Nr. 56 auf der Billboard Hot 100. Sie gewann außerdem den Grammy Award for Best Instrumental Composition.

## Auszeichnungen (Auswahl)
- 1972: Emmy Award: Bester Regisseur (Buzz Kulik); Bester TV-Film; Bester Nebendarsteller (Jack Warden); Bestes Drama
- 1972: Golden-Globe-Nominierung: Beste Miniserie oder TV-Film
- 1972: DGA-Award, Kategorie: Bester Regisseur
- 1972: Eddie-Nominierung der American Cinema Editors als bestgeschnittene Fernsehsendung